# Jung Hyo-jung
Dans ce nom coréen, le nom de famille, Jung, précède le nom personnel.
Jung Hyo-jung, née le 26 janvier 1984 en Corée du Sud, est une escrimeuse sud-coréenne spécialiste de l'épée.

## Carrière
Elle est médaillée d'argent en épée par équipes aux Jeux olympiques de Londres en 2012 avec Shin A-lam, Choi In-jeong et Choi Eun-sook.